# Trophoniella avicularia
Trophoniella avicularia är en ringmaskart som beskrevs av Maurice Caullery 1944. Trophoniella avicularia ingår i släktet Trophoniella och familjen Flabelligeridae. Inga underarter finns listade i Catalogue of Life.